# Ecardo I de Meissen
Ecardo I (Eckard I, Ekkehard; h. 960 - 30 de abril de 1002) fue margrave de Meissen desde 985 hasta su muerte . Fue el primer margrave de la familia Ekkehardiner que gobernó sobre Meissen hasta la extinción de la línea en 1046.

## Vida
Ecardo descendía de una familia noble de Turingia, el hijo mayor del margrave Gunter de Merseburgo (m. 982). Siguió a su padre al exilio desde 976 hasta 979 y participó en la batalla de Stilo de 982 contra el emirato de Sicilia, donde Gunther resultó muerto. De vuelta a Alemania, Ecardo a la muerte del emperador Otón II en 983 apoyó a su hijo menor, el rey Otón III de Alemania. En la dieta Hoftag de Rohr en junio de 984, él, junto con el arzobispo Willigis de Maguncia y otros príncipes alemanes forzaron la liberación del rey de cuatro años por su primo y rival el duque Enrique II de Baviera. 
En 985 Otón III lo escogió para suceder al margrave Rikdag en Meissen, después de varios contratiempos sajones contra las tribus eslavas lutici durante el Gran alzamiento eslavo. Ecardo fue un apoyo esencial del rey y su madre la emperatriz Teófano. Sus responsabilidades militares estaban formadas principalmente por el aseguramiento de las tierras de los milcenos así como contener a los vecinos los ducados polacos y bohemio. El duque Boleslao II de Bohemia se había aliado con el duque Enrique y había aprovechado la ocasión para ocupar la residencia Albrechtsburg, y a pesar de todo tuvo que retirarse para el año 987, después de que se impusieran las fuerzas de Ecardo. Según las crónicas de Tietmaro de Merseburgo, más tarde fue elegido duque de Turingia por los magnates de la región, un acontecimiento que se ha tomado como evidencia del principio de elección ducal tribal.
Cuando Boleslao II se alió con los lutici y entró en guerra con Miecislao I de Polonia en 990, el margrave Ecardo lideró a las fuerzas unidas germano-polacas contra Bohemia. El margrave Ecardo tuvo que restaurar a Thiadric, obispo de Praga a su sede después de su expulsión por Boleslao II de Bohemia. En 996 acompañó a Otón III en su campaña a Roma, donde el rey fue coronado Emperador del Sacro Imperio Romano Germánico por el papa Gregorio V. Dos años más tarde, las fuerzas de Ecardo ayudaron a reprimir la revuelta de Crescencio el Joven en 998 atacando el Castillo de Sant'Angelo. Ecardo gozó del favor de Otón III, quien lo recompensó ampliamente convirtiendo muchos de sus beneficios (feudos) en proprietas (alodial).
Cuando en enero de 1002 Otón III falleció sin descendencia y los príncipes alemanes se reunieron en Frohse (hoy parte de Schönebeck) para elegir a un nuevo rey, Ecardo incluso pretendió la corona alemana, porque el pariente otoniano del difunto emperador Enrique de Baviera, hijo del duque rebelde Enrique II, quien era el principal candidato, se encontró con una fuerte oposición. Ecardo fue en aquella época el candidato sajón más evidente, pero los nobles se opusieron a él. Sólo se mostraron conformes en reunirse de nuevo en Kaiserpfalz de Werla y a no apoyar a ningún candidato antes de entonces. La reunión de Werla tuvo lugar en abril y Enrique, a través de sus primas, las abadesas Sofía I de Gandersheim y Adelaida I de Quedlinburg, hermanas del difunto Otón III, triunfaron a la hora de hacer que su elección se confirmase, al menos en parte por derecho hereditaria. A pesar de todo, Ecardo recibió suficiente apoyo como para comandar el banquete de cierre de la asamblea de Werla y cenar con el duque Bernardo I de Sajonia y el obispo Arnulfo de Halberstadt. Posteriormente fue honrado como realeza por el obispo Bernward cuando llegó a Hildesheim. En pocos días, sin embargo, había sido asesinado por agentes de su oposición sajona en Pöhlde. Entre estos rivales estaban el conde Enrique III de Stade, su hermano Udo y el conde Sigfrido de Northeim.
Ecardo fue enterrado al principio en su castillo familiar en Kleinjena cerca de Naumburgo, pero sus restos fueron trasladados al monasterio benedictino de San Jorge en Naumburg en 1028. Fue recordado por el obispo Tietmaro de Merseburgo como decus regni, solatium patriae, comes suis, terror inimicis et per omnia perfectissimus. Meissen fue disputado a su muerte. El rey Boleslao I de Polonia, que había apoyado a Ecardo para el trono, lanzó su pretensión como pariente por matrimonio. Enrique, ahora rey, adjudicó a Boleslao la marca de Lusacia (que había sido unida a Meissen), pero el propio Meissen fue concedido a Gunzelin, el hermano menor de Ecardo.

## Matrimonio e hijos
Ecardo dejó viuda a Schwanehilda (Suanhilda), hija de Herman Billung, regente de Sajonia. Murió el 26 de noviembre de 1014, habiendo tenido siete hijos con él, aunque era su segundo marido, ya que era la viuda del margrave Tietmaro I de Meissen:
1. Liutgarda (m. 1012), se casó con el margrave Werner de la Marca del Norte
2. Germán I de Meissen (m. 1038), casado con Regelinda, hija del rey Boleslao I de Polonia
3. Ecardo II de Meissen (m. 24 de enero de 1046), se casó con Uta, hermana del conde Esico de Ballenstedt
4. Gunther (m. 1025), arzobispo de Salzburgo
5. Eilward (m. 1023), obispo de Meissen
6. Matilda, casada con Teodorico I de Lusacia
7. Oda (m. después de 1018), casada con el rey Boleslao I de Polonia